# Culicoides uruguayensis
Culicoides uruguayensis är en tvåvingeart som beskrevs av Ronderos 1991. Culicoides uruguayensis ingår i släktet Culicoides och familjen svidknott.
Artens utbredningsområde är Uruguay. Inga underarter finns listade i Catalogue of Life.